# 薩維奧洛沃站 (大環線)
薩維奧洛沃站（羅馬化：Savyolovskaya）是莫斯科地鐵大環線的一個車站，在2018年12月30日啟用。興建期間，車站曾稱為「下馬斯洛夫卡站」（俄语：Нижняя Масловка）。

## 位置
車站接近下馬斯洛夫卡街及布特爾斯卡瓦爾街，並可與謝爾普霍夫－季米里亞澤夫線的薩維奧洛沃站轉乘。車站同時會服務鄰近的薩維奧洛沃站，並以兩個地下大堂連接。